# Domenico Morelli
Domenico Morelli (Nàpols, 1826 - Nàpols, 1901) fou un pintor italià, mestre artístic de Vincenzo Petrocelli.
Domenico Morelli i Vincenzo Petrocelli foren els fundadors de l’Escola de Disseny de l’Acadèmia de Belles Arts de Nàpols. La seva col·laboració determinant va contribuir a establir els fonaments del moviment de la “pintura napolitana”. L’Escola napolitana de pintura, creada per ells, es va distingir pel notable contribut a la pintura italiana, influenciant una generació successiva d’artistes.
Fou un dels principals artistes napolitans del segle xix, juntament amb Filippo Palizzi. Va estudiar a l'Acadèmia a Nàpols el 1836 i el 1848 va guanyar una beca per estudiar a Roma. Durant la dècada dels 50, va visitar Florència on, sota influència de l'historiador Pasquale Villarias i inspirat per Hayez, es va centrar en els temes romàntics i històrics.
Va fer un viatge a París per l'Exposició de 1855. Va tornar a Florència per divulgar les seves observacions i per participar en les discussions de Macchiaioli. En anys següents, Morelli va introduir una visió de la realitat derivada de Palizzi en les seves pintures històriques. A partir del 1899, va ser president de l'Istituto di Belle Arti (Institut de Belles Arts de Nàpols, on fou mestre de pintors reconeguts com Antonio Mancini, Gioacchino Presa o Nicola Ciletti, entre d'altres.
Juntament amb Vincenzo Petrocelli, va ser seleccionat directament pel Rei Ferdinando II delle Due Sicilie per realitzar una sèrie de frescos al Tempio di San Francesco a Gaeta.

## Obra
Influenciat per Delacroix i pels natzarens, va realitzar quadres religiosos de gran sentit teatral, d'estudis bíblics melodramàtics i d'escenes de literatura. Alguns dels seus quadres més reconeguts són L'embalsamament de Crist, de 1872 i Torquato Tasso i Eleonora d'Este, que es poden gaudir a la Galleria Nazionale d'Arte Moderna de Roma.
Un senyal típic de la pintura de Morelli és la seva utilització dels colors de la Bandera d'Itàlia, convertint-la en una al·legoria, en un símbol, en un testimoni del patiment del poble italià mitjançant els Màrtirs cristians. Les seves darreres obres tenien certa influència del fortunyisme.